# ريغان سميث (سباحة)
ريغان سميث (مواليد 9 فبراير 2002) هي سباحة أمريكية، فازت بالميدالية الفضية في سباق 200 متر فراشة في أولمبياد 2020.